# Schloss Ettlingen

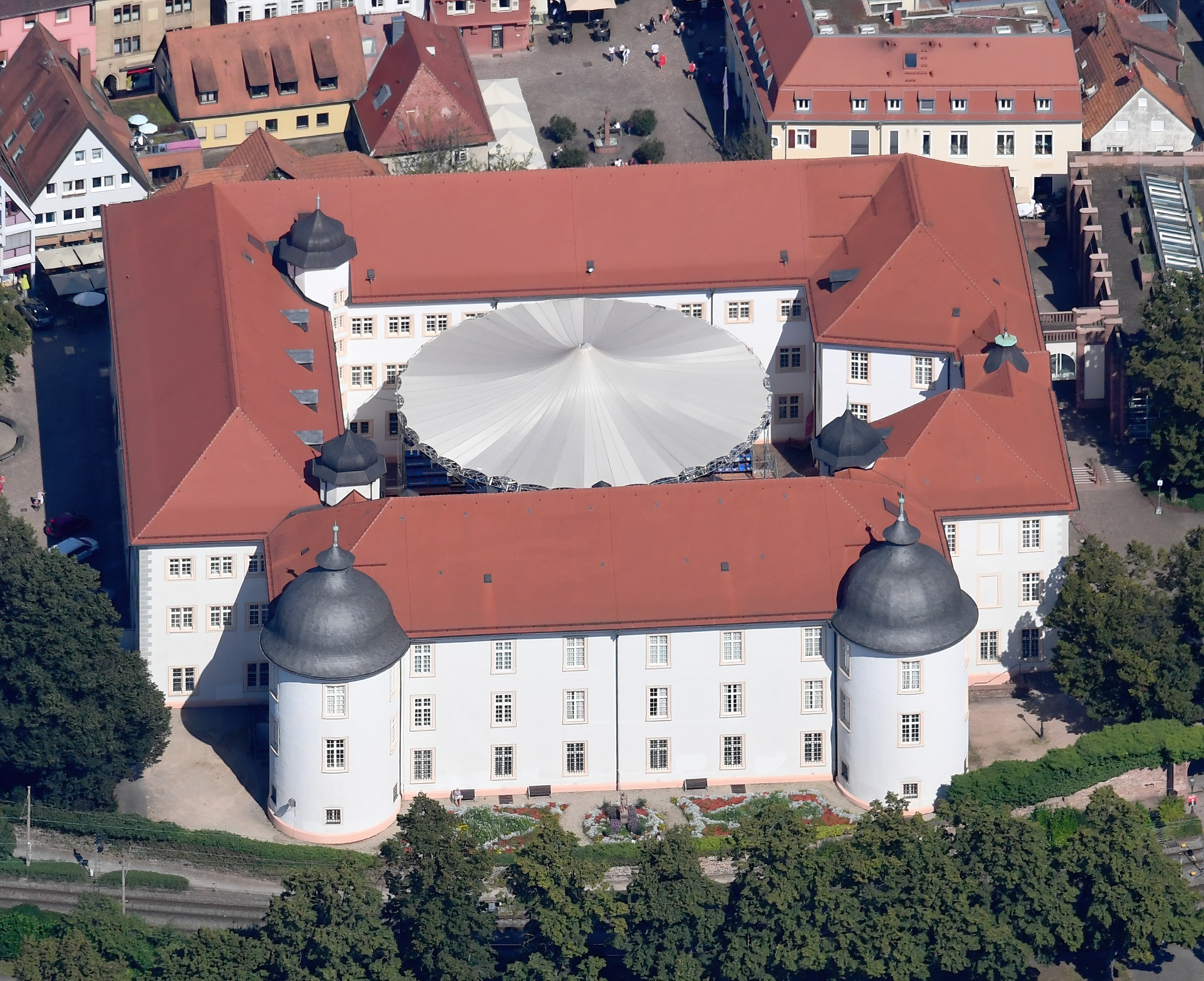
Luftbild des Schlosses Ettlingen

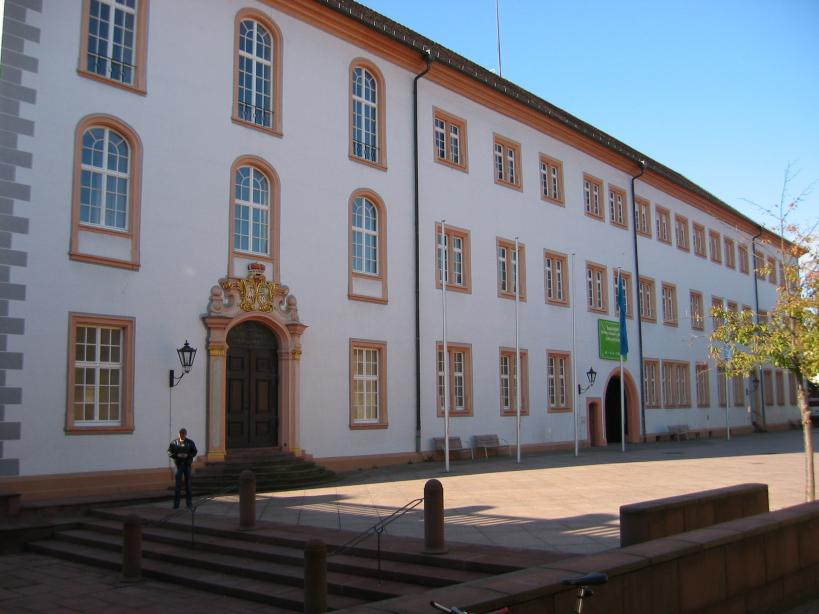
Schloss Ettlingen, Vorderfront

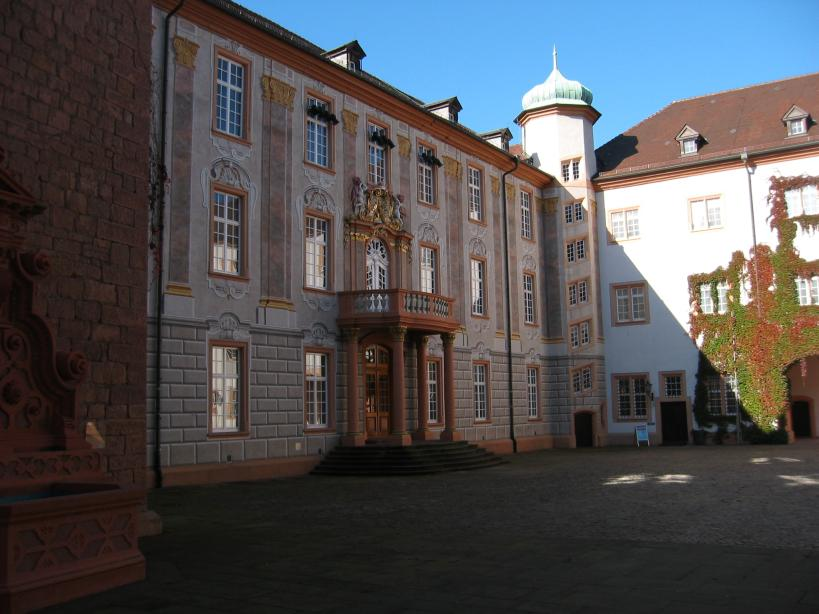
Schloss Ettlingen, Innenhof

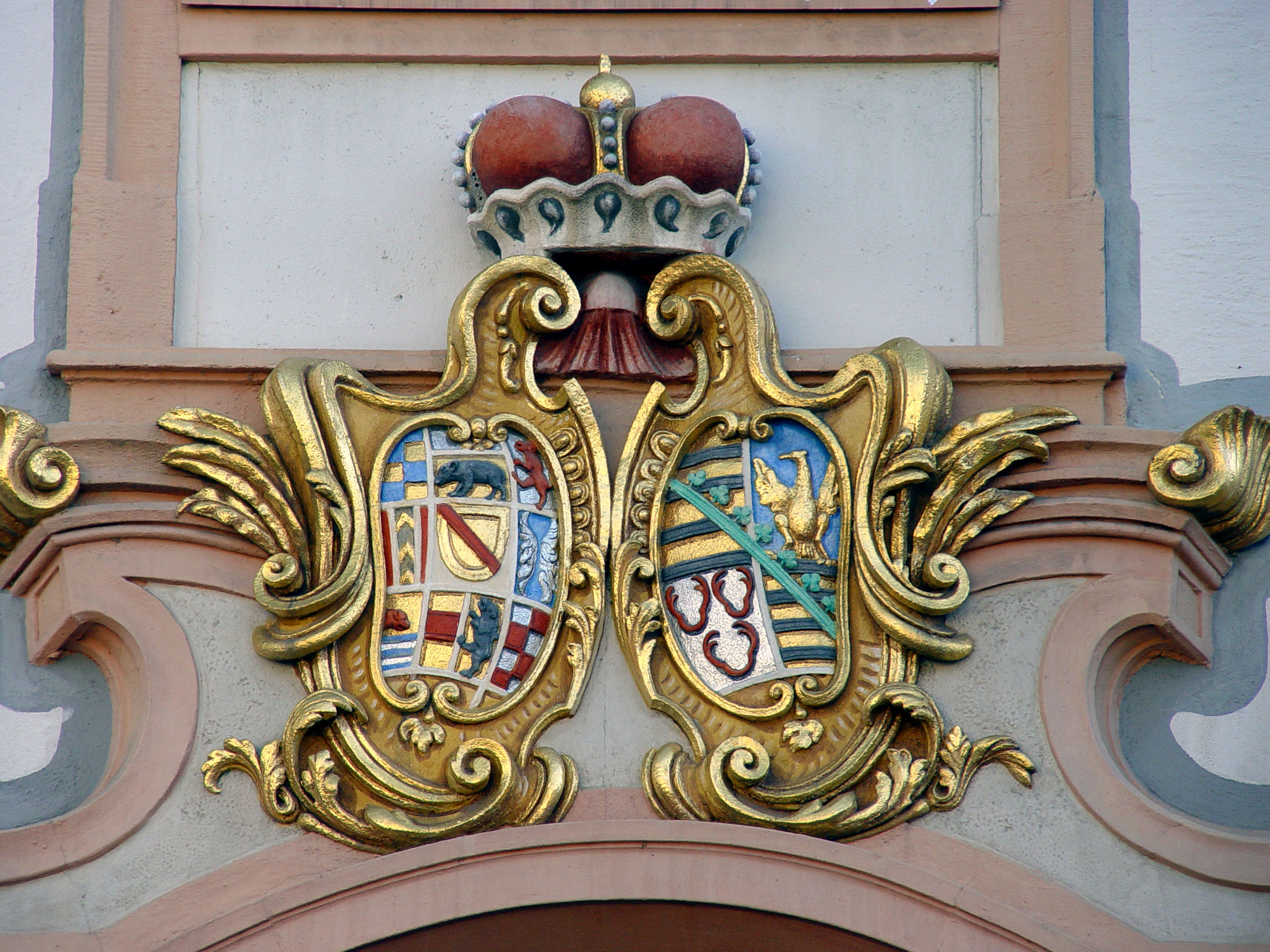
Allianzwappen am Schloss Ettlingen

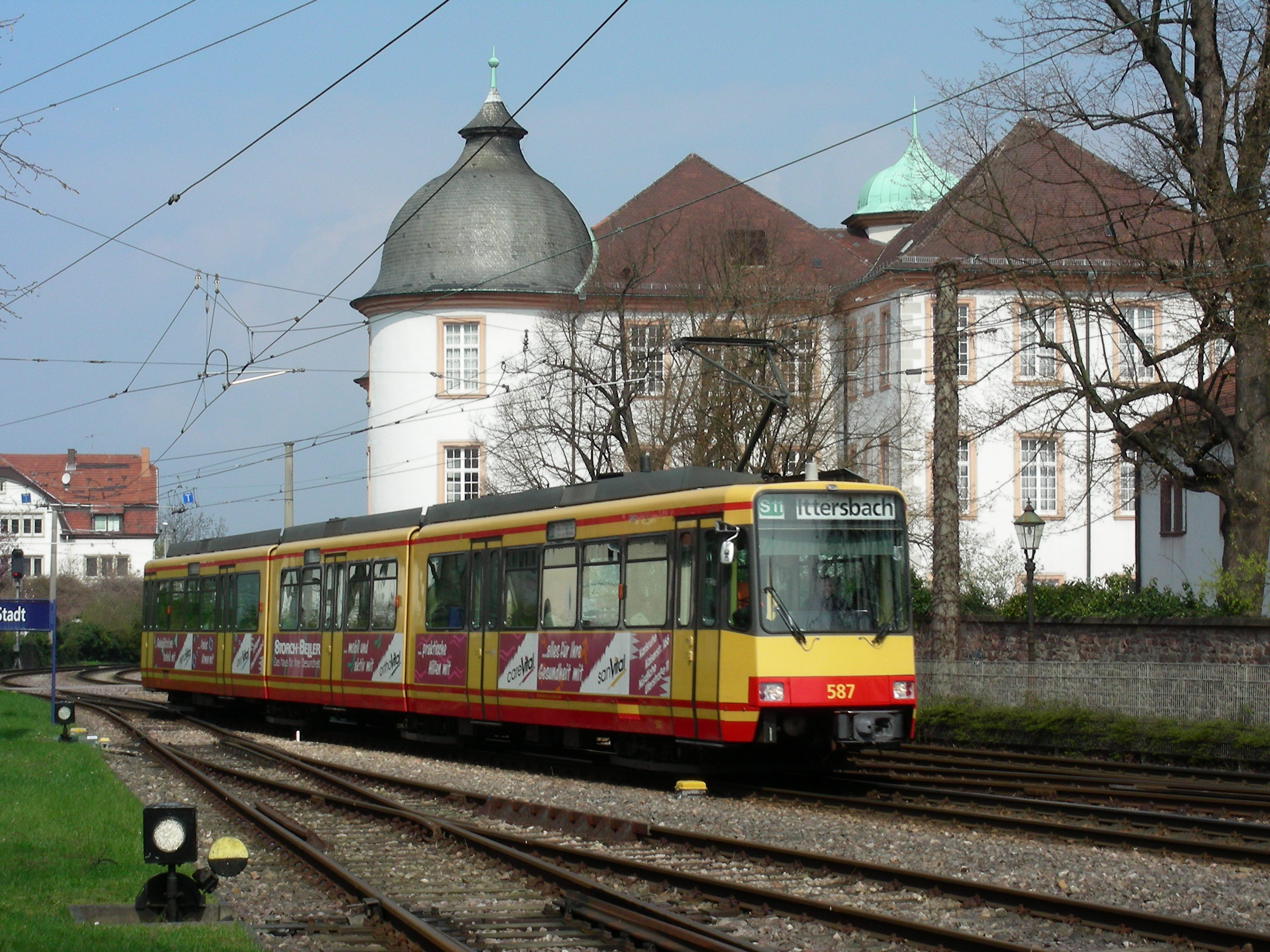
Schloss Ettlingen, Südostseite

Das Schloss Ettlingen ist ein Barockschloss im Zentrum der baden-württembergischen Stadt Ettlingen.

## Vorgängerbauten
Das heutige Schloss hatte zwei, möglicherweise auch drei Vorgängerbauwerke. Nachdem der badische Markgraf Hermann V. von Kaiser Friedrich II. mit der von den Staufern gegründeten Stadt Ettlingen belehnt wurde, erbaute dessen Sohn Markgraf Rudolf I. von Baden Mitte des 13. Jahrhunderts – möglicherweise auf den Resten eines staufischen Vorgängerbaus – eine Burganlage; ein Vorgängerbau hat sich aber bisher nicht nachweisen lassen. Die heute noch erhaltenen unteren Stockwerke des Bergfrieds im Schlossinnenhof stammen noch aus dieser Zeit.
Im 16. Jahrhundert folgte ein prächtiges Renaissanceschloss. An den Südflügel wurden zwei runde Ecktürme angebaut, der Bergfried bekam ein Obergeschoss aus Fachwerk. Die 1600 fertiggestellte dreiflüglige Renaissance-Anlage um den alten Bergfried wurde 1689 im Pfälzischen Erbfolgekrieg mit der ganzen Stadt von französischen Truppen zerstört.

## Barockschloss

### Baugeschichte
Markgräfin Augusta Sibylla entschloss sich nach dem Tod ihres Gatten, des Markgrafen Ludwig Wilhelm (Türkenlouis), ihren Witwensitz in Ettlingen zu nehmen. Sie ließ ab 1727 unter Verwendung der noch vorhandenen Ruinenteile ein Barockschloss aus Loßburger Sandstein als ihren Alterssitz bauen. Baumeister des 1733 fertiggestellten üppigen Schlosses mit vier Flügeln war Johann Michael Ludwig Rohrer.
Mit dem Tod der Markgräfin im Jahr 1733 begann eine lange Zeit, in der das Schloss für verschiedene Zwecke genutzt wurde: als Gästehaus, ab 1812 als Militärhospital. 1871 brachten die Preußen hier eine Unteroffiziersschule unter. 1912 ging das Schloss schließlich in den Besitz der Stadt Ettlingen über.

### Schlosshof
Im klar gegliederten Schlosshof beeindruckt die imposante Scheinarchitektur am Südflügel. Diese barocke Illusionsmalerei gibt zusammen mit dem eindrucksvoll gestalteten Eingang dem 1978 restaurierten Schlosshof eine prachtvolle Nuance. Im Schlosshof befindet sich ferner der Delphinbrunnen von 1612, gestaltet vom Renaissance-Baumeister Johannes Schoch.

### Asamsaal
Augusta Sibylla richtete ihr persönliches Augenmerk auf den Bau der Schlosskapelle, die dem böhmischen Heiligen Johannes von Nepomuk gewidmet wurde. Die Ausmalung der Schlosskapelle erfolgte durch Cosmas Damian Asam (1686–1739). Sie stellt in 30 Fresken die Leidensgeschichte des Heiligen Nepomuk dar. Es handelt sich um die einzigen am Oberrhein noch erhaltenen Fresken von Cosmas Damian Asam. Heute ist die ehemalige Kapelle Hauptsaal des Schlosses.

### Rittersaal
Neben dem Asamsaal gehört der von Markgräfin Augusta Sibylla als Festsaal genutzte Rittersaal mit Wandmalereien in den Fensternischen, einer sanftschwingenden Galerie und dem mächtigen Lüster (Kronleuchter) aus Böhmen heute noch zu den repräsentativsten Räumen im Schloss.

## Nutzung als Museum und Veranstaltungszentrum
Heute ist das Schloss Museum und Veranstaltungszentrum. Im Gebäude ist das Albgaumuseum mit einer Sammlung zur Stadtgeschichte und Archäologie sowie einer Sammlung regionaler Kunst seit 1900, besonders von Karl Hofer, ferner eine Gemäldegalerie untergebracht. Im barocken Ambiente der Prunkräume zeigt das Museum ostasiatisches Kunsthandwerk.
Im Schlosshof finden alljährlich im Sommer die Ettlinger Schlossfestspiele statt.
Die Schlosskapelle wird insbesondere für Konzerte, etwa die von Thomas Seyboldt geleitete Schubertiade, benutzt.